# Radzanów
Radzanów es un pueblo de Polonia, en Mazovia.  Es la cabecera del distrito (Gmina) de Radzanów, perteneciente al condado (Powiat) de Białobrzegi. Se encuentra aproximadamente a 14 kilómetros al suroeste de Białobrzegi, y a 75 km  al sur de Varsovia. Su población es de 356 habitantes.